# 4717 Kaneko
A 4717 Kaneko (ideiglenes jelöléssel 1989 WX) a Naprendszer kisbolygóövében található aszteroida. Mizuno Josikane és Furuta Tosimasza fedezte fel 1989. november 20-án.